# Tegucigalpa
Tegucigalpa er hovedstaden i Honduras, og er med sine 1.157.509(2013) indbyggere også den største by i landet. Den ligger ved Choluteca-floden i den sydlige del af landet, i 940 meters højde. I Stor-Tegucigalpa er der 1.682.725 indbyggere (2006).

## Historie
Allerede før de første spaniere ankom i miden af det 16. århundrede, var området ved Tegucigalpa bosat, og byen havde også allerede sit nuværende navn. Ikke desto mindre fejres den 29. september 1578 som den officielle grundlæggelse. Da europæerne erobrede området, var det beboet af lenka-folket. Deres sprog er i dag uddødt og man ved næsten intet om kulturen.
Efter spanierne fandt sølv i Tegucigalpa, opstod en teori om at indianernes navn på byen kunne betyde "Sølvbjerget". Det er dog usandsynligt, da lenkaerne ikke havde sølvminedrift. Andre teorier er at navnet kan betyde "Stedet, hvor mennesker mødes" eller "Farvestrålende sten".
I det 19. århundrede slog yderligere to befolkningsgrupper sig ned i byen, arabere og kinesere. Begge er stadig repræsenteret i byen.
Honduras universitet blev grundlagt i 1847.
Gennem lang tid var skiftevis Tegucigalpa og Comayagua hovedstad i det uafhængige Honduras. Først den 30. oktober 1880 blev Tegucigalpa en gang for alle udnævnt til hovedstad i Republikken Honduras, og er desuden hovedstad i Francisco Morazán-provinsen.
I 1930 blev byen Comayaguela, der ligger på den anden side af floden, indlemmet.